# Patronaat (rooms-katholicisme)
Het patronaat was een instituut voor vorming en scholing van rooms-katholieke jeugd in de 19e en 20e eeuw. De opzet van het instituut was afgeleid van het patronage-systeem. Het patronaat nam de rol van beschuttende patroon op zich en de jeugdige leden werden beschermelingen genoemd. Er bestonden aparte patronaten voor jongens en meisjes.

## Het patronaat in België

### Ontstaan
De eerste Belgische patronaten ontstonden omstreeks 1850. Naar het voorbeeld van Franse Sint-Vincentiusgenootschappen breidden de Belgische Vincentianen hun liefdadigheidswerk in armenbuurten uit met onderricht en opvoeding van kinderen en volwassenen. Vincentianen behoorden tot de gegoede burgerij. Veelal waren het advocaten, industriëlen, apothekers of universiteitsstudenten. Hun initiatief werd snel nagevolgd door de parochiegeestelijkheid, kloosterlingen en welgestelde dames.
Bij de vormgeving van het patronaat bouwden de initiatiefnemers voort op internationale voorbeelden:
- de "Oeuvres de la jeunesse" uit 1799 van J.J. Allemand (stichter van de Franse patronaten) in Marseille,
- de "Patronages des apprentis" uit 1833 van Frédéric Ozanam in Parijs,
- de "Oratorio's" uit 1841 van Don Bosco in Turijn,
- de "Gesellenvereine" uit 1846 van A. Kolping in Wuppertal.

Het oprichten van patronaten was een reactie op de sociale problematiek die ontstaan was door de toenemende industrialisatie in België. Als gevolg van de industrialisatie werden de traditionele sociale en culturele structuren doorbroken en ontstond in de steden een arbeidersklasse. De katholieke elite beantwoordde de gepercipieerde armoede, sociale ellende en morele nood van de arbeidende bevolking met liefdadigheidswerk, patronaten en volksonderwijs. Een wezenlijke verandering van de situatie streefde zij niet na.

### Activiteiten

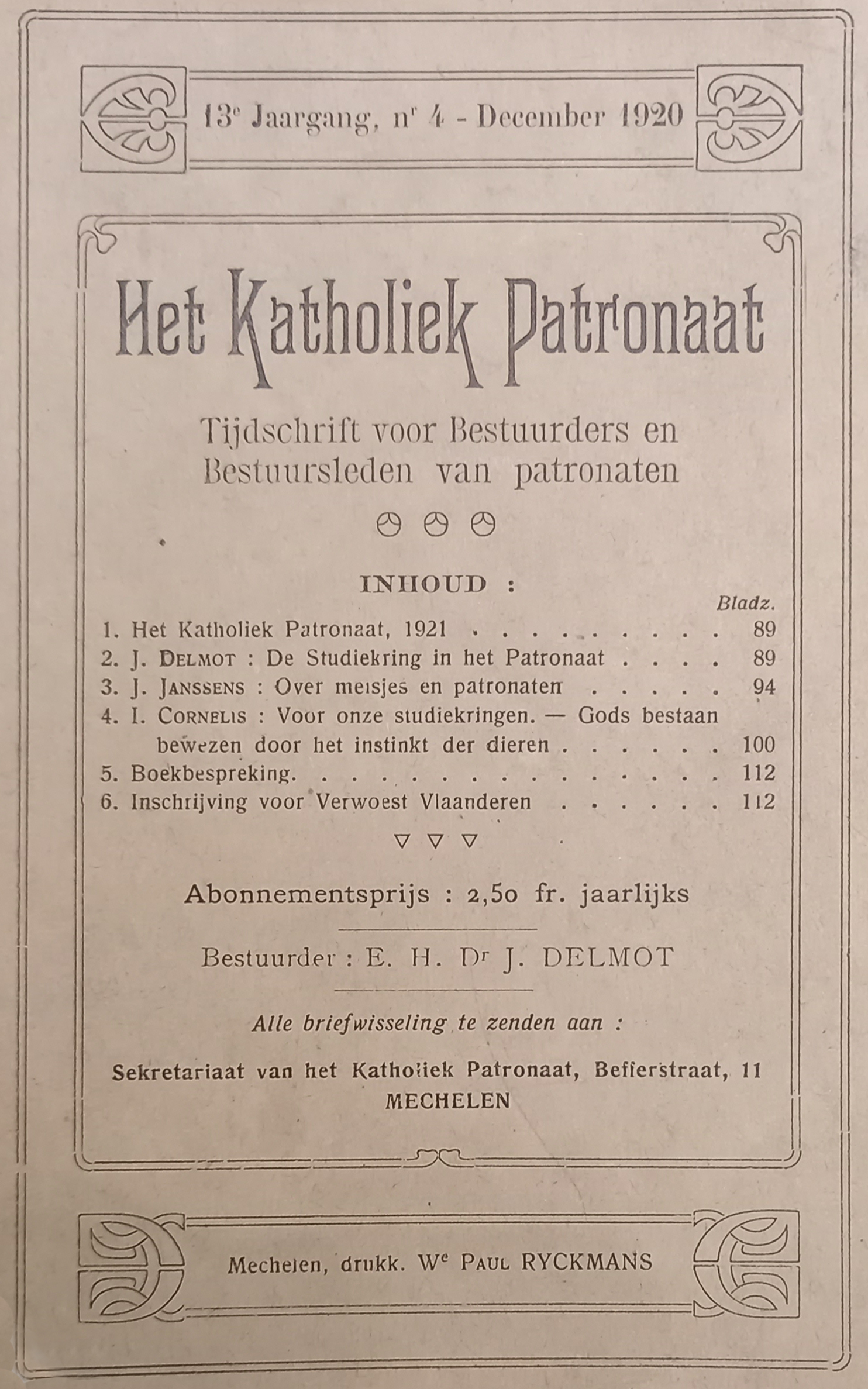
Tijdschrift Het Katholiek Patronaat uit 1921

Vanaf het ontstaan kende het patronaatswerk drie componenten. De patronaten boden de jeugd van twaalf tot achttien uit arbeidersgezinnen op de eerste plaats religieuze en morele vorming. Daarnaast creëerden zij een veilige omgeving waarin de beschermelingen konden spelen. Ten slotte hielpen zij de jeugd bij de integratie in het maatschappelijke leven door intellectuele en sociale vorming. Gedurende de 19e eeuw hebben die componenten niet altijd dezelfde aandacht gekregen en over hun relatief belang heerste onder de leidinggevende personen geen eenstemmigheid. Mede daardoor kregen de patronaten, zowel wat hun organisatie als wat hun activiteiten betreft, een lokale kleur. Pogingen om de patronaten in een nationaal verbond te verzamelen mislukten. Wel ontstonden regionale verbonden, elk met een eigen accent. Aan het eind van de 19e eeuw tekenden zich twee richtingen af.
Patronaten van de behoudende richting concentreerden zich op de religieuze en morele zorg voor de jeugd, al het andere was secundair. De patronaatsbestuurders zagen alleen een taak voor zichzelf, als het gezin en de school niet in staat waren voldoende religieuze vorming te geven. Patronaten waren daarom naar hun mening vooral nodig in de grote steden. Voor plattelandskinderen en kinderen uit een goed gezin vonden zij het patronaat geen absolute noodzakelijkheid.
Andere patronaten kozen voor een bredere aanpak en gaven naast religieuze vorming ook sociale en beroepsvorming. Zij organiseerden regelmatige samenkomsten van jongeren uit dezelfde beroepsgroep, en contacten van de oudste patronaatsjongens met volwassenen in gilden en werkmanskringen. Verder behartigden zij de belangen van de jeugd door het instellen van pensioenkassen, ziekenkassen en spaarkassen. Deze patronaten hechtten tevens veel belang aan sport en spel, als middel om de belangstelling van de jeugd te wekken en te behouden.

### Bloei
In de bloeitijd van het patronaat, aan het begin van de 20e eeuw, telde België 1124 patronaten, waarbij in totaal 157 800 jongeren aangesloten waren, 96 300 jongens en 61 500 meisjes. Het karakter van de patronaten was inmiddels echter veranderd. De potentiële deelnemersgroep was heterogeen geworden. Niet alleen kinderen uit arbeidersgezinnen, maar ook kinderen uit de kleine burgerij, scholieren en vooral jonge kinderen onder de twaalf jaar boden zich in de patronaten aan. Op vele plaatsen leek het patronaat een "speelschool", waar naast de patronaatsbestuurders jongere surveillanten, lekenhulpen of andere aangestelden toezicht hielden op honderden kinderen. De patronaten ondervonden daarbij in toenemende mate concurrentie van jeugdbewegingen die minder paternalistisch waren ingesteld.

### Neergang
Het einde van de patronaten in Vlaanderen werd ingeluid door de oprichting in 1928 van de koepelorganisatie "Jeugdverbond voor Katholieke Actie". Het JVKA was een samenbundeling van zowel jeugdbewegingen die standsgewijs georganiseerd waren, als jeugdwerk dat openstond voor alle jongeren ongeacht hun afkomst, zoals de patronaten. In het JVKA speelde al snel de vraag wat de voorkeur verdiende: wel of niet standsgebonden jeugdwerk. Het meningsverschil hierover liep zo hoog op dat de aartsbisschop tussenbeide moest komen. De uitkomst van de strijd was dat de patronaten godsdienstbeleving en ontspanning mochten verzorgen voor kinderen tot veertien jaar. Na het bereiken van die leeftijd moesten de kinderen doorstromen naar de jeugdbeweging die hoorde bij hun stand. Patronaten mochten, in tegenstelling tot de standsspecifieke jeugdbewegingen, geen gebruik maken van uniformen, uiterlijke kentekens, een ledenblad en sociale diensten.
De patronaten reageerden op deze amputatie door een ingrijpende vernieuwingsactie te ondernemen. Deze mondde in 1934 uit in een nieuwe beweging: de ChiroJeugd. Na een vergelijkbare ontwikkeling in het Franstalige landsgedeelte gingen de patronaten daar verder onder de naam Patro.

## Het patronaat in Nederland
In de volksmond werd het patronaatsgebouw veelal ook het patronaat genoemd.

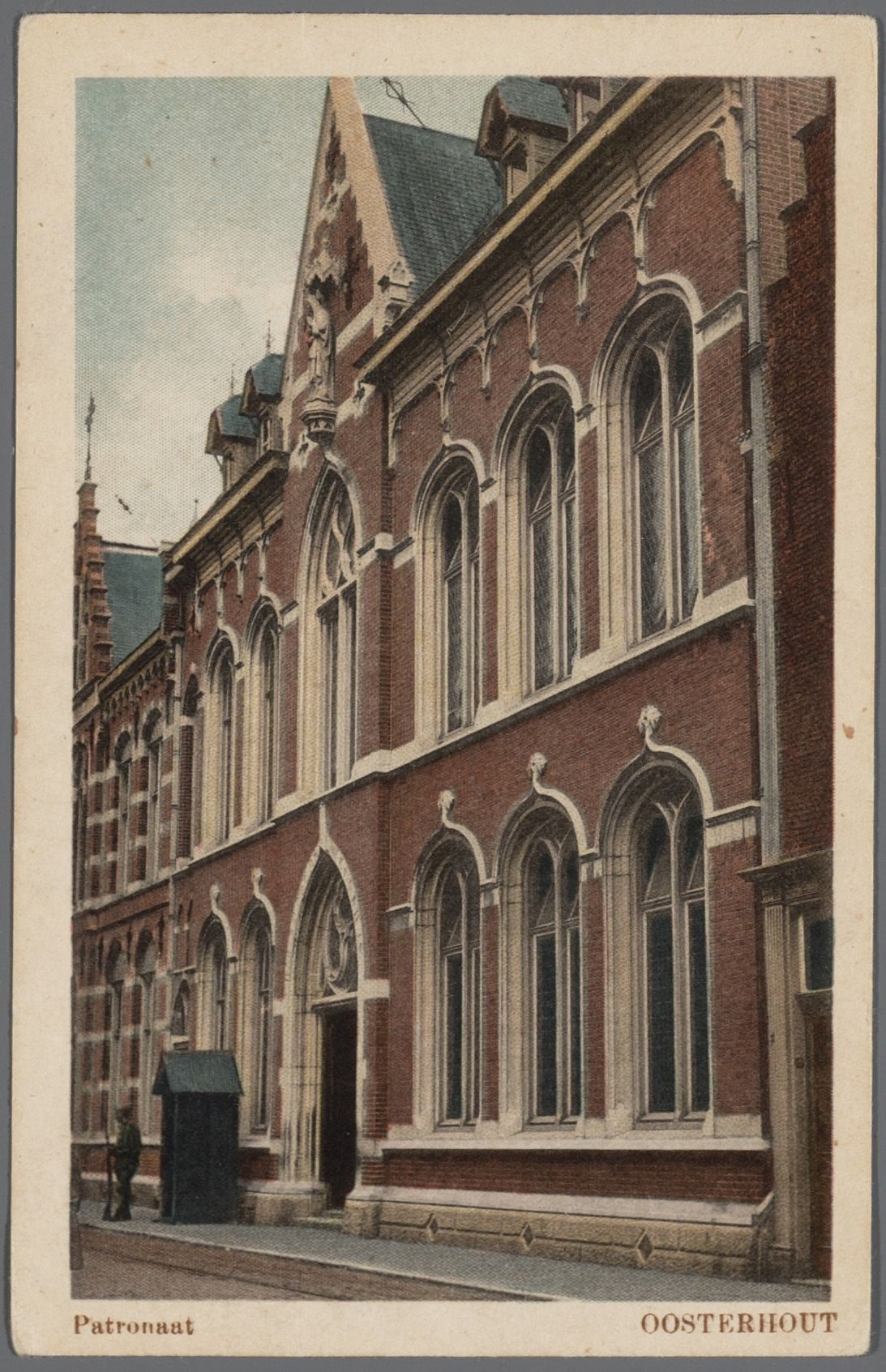
Het patronaatsgebouw aan de Arendstraat te Oosterhout ten tijde van de Eerste Wereldoorlog

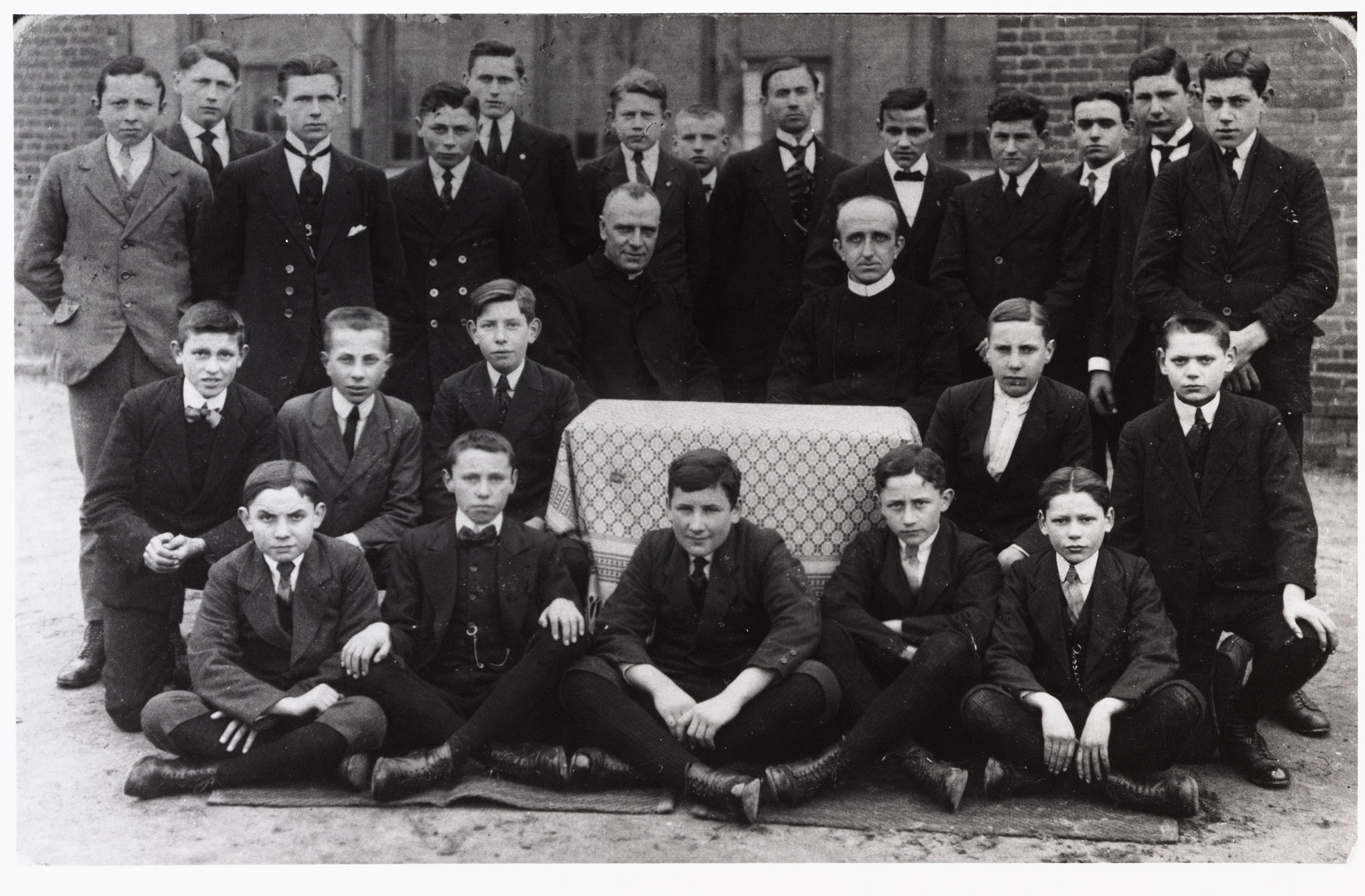
Leden van het R.K. Jongenspatronaat van de parochie Hasselt te Tilburg

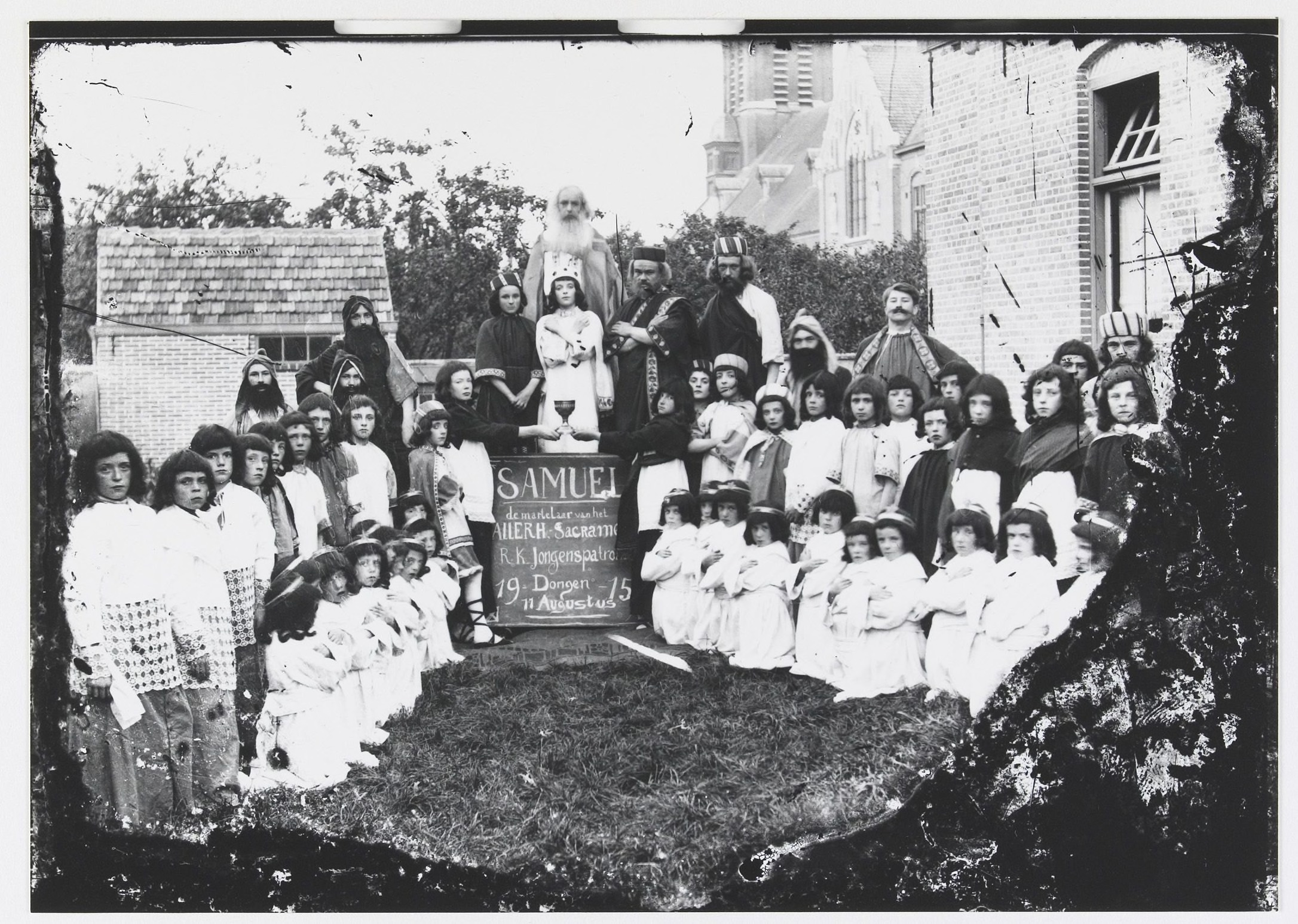
De cast van een toneeluitvoering door leden van het R.K. Jongenspatronaat te Dongen

### Ontstaan
Het patronaat kwam in Nederland een eeuw later tot ontwikkeling dan in Frankrijk en een halve eeuw later dan in de buurlanden België en Duitsland. Aanleiding voor het initiatief om patronaten te stichten was de leerplichtwet van 1900, die gold voor kinderen tot 12 jaar. Aangespoord door de bisschoppen, richtten vanaf 1902 vrijwel alle Nederlandse parochies een patronaat op. Het doel daarvan was om vorming en scholing te organiseren voor dat deel van de rooms-katholieke jeugd, dat na het verlaten van de lagere school geen verder onderwijs meer volgde. De pastoor stond ambtshalve aan het hoofd van het patronaat in zijn parochie, al was meestal een van de kapelaans met de dagelijkse leiding belast. Deze werd daarbij geholpen door enkele ouderen uit de parochie, vaak onderwijzers. Bij meisjespatronaten waren de plaatselijke nonnen betrokken. Eind jaren twintig waren er in Nederland 406 patronaten voor jongens en 208 voor meisjes. De jongenspatronaten hadden op dat moment om en nabij de 35 000 leden, dat is ongeveer 25 procent van het totaal aantal rooms-katholieke jongens in de leeftijdsgroep van dertien tot achttien jaar.

### Activiteiten
Een belangrijke activiteit van het patronaat was de godsdienstige en zedelijke vorming van de jeugd. Daarnaast gaven de jongenspatronaten les in het schrijven van brieven en postwissels, in geschiedenis (zoveel mogelijk apologetisch) en in maatschappijleer en staatsinrichting, met het accent op de positie van de rooms-katholieken in het Nederlandse staatsbestel. Veel jongenspatronaten gaven ook onderricht in rekenen (met nadruk op het uitrekenen van bouwkundige maten), handtekenen, lijntekenen en meetkunde. In een aantal grotere plaatsen in het bisdom Haarlem organiseerden de patronaten handelsavondscholen en in de meeste plattelandsparochies gaf het patronaat landbouwonderricht. Voor de beroepsscholing ontving het patronaat in veel plaatsen subsidie van het gemeentebestuur. 
In meisjespatronaten lag de nadruk op huishoudelijke vorming met vakken als koken, voedingsleer, receptenleer, warenkennis, knippen, handwerken, wassen, strijken en het bijhouden van een huishoudboekje.
In aansluiting op de cursussen verzorgden de patronaten ontspanning. Deze kwam op de tweede plaats en werd gezien als een aanvullende activiteit die moest voorkomen dat de rooms-katholieke jeugd ontspanning zocht in het café, de bioscoop of op straat. De kern van de ontspanningsactiviteiten bestond uit bijeenkomsten op zondagmiddag en -avond. Dan konden de jongeren onder toezicht van de leiding terecht in het patronaatsgebouw om spelletjes te doen, te zingen, te repeteren voor een (stichtelijk) toneelstuk, of zomaar met elkaar te praten en iets te drinken. Veel patronaten richtten zich niet alleen rechtstreeks op de jeugd zelf, maar ondernamen ook activiteiten van ondersteunende aard zoals drankbestrijding, arbeidsbemiddeling, spaarkassen, lees- en uitleenbibliotheken en missieclubs.

### Zielzorg, geen sociale actie
De Nederlandse patronaten waren in aanvang organen van zielzorg, en niet zoals in België van sociale actie. De patronaten kwamen dan ook in conflict met de rooms-katholieke arbeidersbeweging. De arbeidersbeweging wilde invloed hebben op de sociale vorming van de arbeidersjeugd. Daartoe zocht zij samenwerking met de patronaten. De patronaten stelden zich echter op het standpunt dat de standsgewijze organisatie die de arbeidersbeweging nastreefde, ongewenst was voor de jongere jeugd. De strijd werd in het voordeel van de patronaten beslecht door het Nederlandse episcopaat dat in 1918 de "Grondslag van jeugdorganisatie" publiceerde. Daarin stelden de bisschoppen vast dat jeugdzorg in de eerste plaats een werk van zielzorg was. Daarom stond het onder de leiding van geestelijken en was het parochiaal en diocesaan georganiseerd. De kerkelijke leiding wees patronaten aan als de belangrijkste, liefst enige organisatie voor de jeugd tot 18 jaar. Zij verboden de rooms-katholieke vakorganisaties om nog eigen jeugdafdelingen te hebben.

### Neergang
Het patronaat boette veel aan belang in door de invoering van de wet op het Nijverheidsonderwijs in 1921. Die wet regelde de inrichting van dat onderwijs en beperkte de subsidiëring ervan tot scholen die als zodanig door de overheid erkend waren. De patronaten zagen zich daardoor gedwongen om hun onderwijsactiviteiten op te geven. In veel plaatsen verzelfstandigden zij die activiteiten tot ambachtsschool dan wel huishoudschool en soms tot avondschool. Bij het overblijvende patronaatswerk, vrijetijdsbesteding en godsdienstig-zedelijke vorming, hielden de patronaatbestuurders vast aan de oude werkwijze met grote groepen jongeren, vaak meer dan honderd. De bestuurders hadden geen oog voor het succes dat scouting en de AJC hadden met groepsindeling. Pas tegen het einde van de jaren twintig drong het besef door dat de aantrekkingskracht van de patronaten verloren dreigde te gaan.
Het Centraal Comité tot Bevordering van Patronaatsbelangen besloot tot een koerswijziging en verving de massale organisatiewijze door een combinatie van vrije clubs en verplichte groepsactiviteiten. De clubs boden mogelijkheden voor ontspanning en beweging. Zo ontstonden sportverenigingen, wandel- en natuurclubs, muziek- en toneelverenigingen en hobbyclubs, die zich gaandeweg los maakten van de patronaatsorganisatie. Bij de groepsactiviteiten namen de patronaten veel over van de scouting. De meeste patronaatbestuurders hadden bezwaren tegen een volledige doorvoering van de scouting-methode, waarin naar hun visie te weinig ruimte was voor specifieke scholing en vorming. De groepsactiviteiten kregen een eigen, rooms-katholiek stempel en groeiden uit tot de Jonge Wacht en Kruisvaart, die snel een eigen leven gingen leiden. Uiteindelijk werd de naam patronaat officieel afgeschaft: in 1938 veranderde het Centraal Comité zijn naam in Centraal Comité voor Katholiek Jongensjeugdwerk in Nederland.